# Boston-Marathon 1908
| 12. Boston-Marathon    | 12. Boston-Marathon          |
| ---------------------- | ---------------------------- |
| Stadt                  | Boston, Vereinigte Staaten   |
| Datum                  | 20. April 1908               |
| Distanz                | 37 – 38,5 Kilometer          |
| Sieger                 |                              |
| Männer                 | Thomas Morrissey (2:25:43 h) |
| ← Boston-Marathon 1907 | Boston-Marathon 1909 →       |
| Website                | Offizielle Website           |

Der Boston-Marathon 1908 war die 12. Ausgabe der jährlich stattfindenden Laufveranstaltung in Boston, Vereinigte Staaten. Der Marathon fand am 20. April 1908 statt. Die Laufdistanz betrug zwischen 37 und 38,5 Kilometer.
Es gewann Thomas Morrissey in 2:25:43 h.

## Ergebnis
| Platz | Athlet          | Land               | Zeit (h) |
| ----- | --------------- | ------------------ | -------- |
| 01    | Thomas Morrisey | Vereinigte Staaten | 2:25:43  |
| 02    | John Hayes      | Vereinigte Staaten | 2:26:04  |
| 03    | Robert Fowler   | Vereinigte Staaten | 2:26:42  |
| 04    | Mike Ryan       | Vereinigte Staaten | 2:27:08  |
| 05    | William Wood    | Kanada             | 2:27:48  |
| 06    | James J. Lee    | Vereinigte Staaten | 2:28:34  |
| 07    | Fred Lorz       | Vereinigte Staaten | 2:32:20  |
| 08    | Sammy Mellor    | Vereinigte Staaten | 2:41:17  |
| 09    | Alton Welton    | Vereinigte Staaten | 2:43:25  |
| 10    | John J. Goff    | Vereinigte Staaten | 2:43:54  |